# たぬき・むじな事件
たぬき・むじな事件（たぬき・むじなじけん）とは、1924年（大正13年）に栃木県上都賀郡東大芦村（現在の鹿沼市）で発生した狩猟法違反の事件。刑事裁判が行われ、翌年1925年6月9日に大審院において被告人に無罪判決（大正14年（れ）第306号）が下された。日本の刑法第38条での「事実の錯誤」に関する判例として現在でもよく引用される。
本記事では同じく1924年に高知県高岡郡長者村（現在の吾川郡仁淀川町）で発生した狩猟法違反の事件でよく比較されるむささび・もま事件についても記述する。

## 事実経過

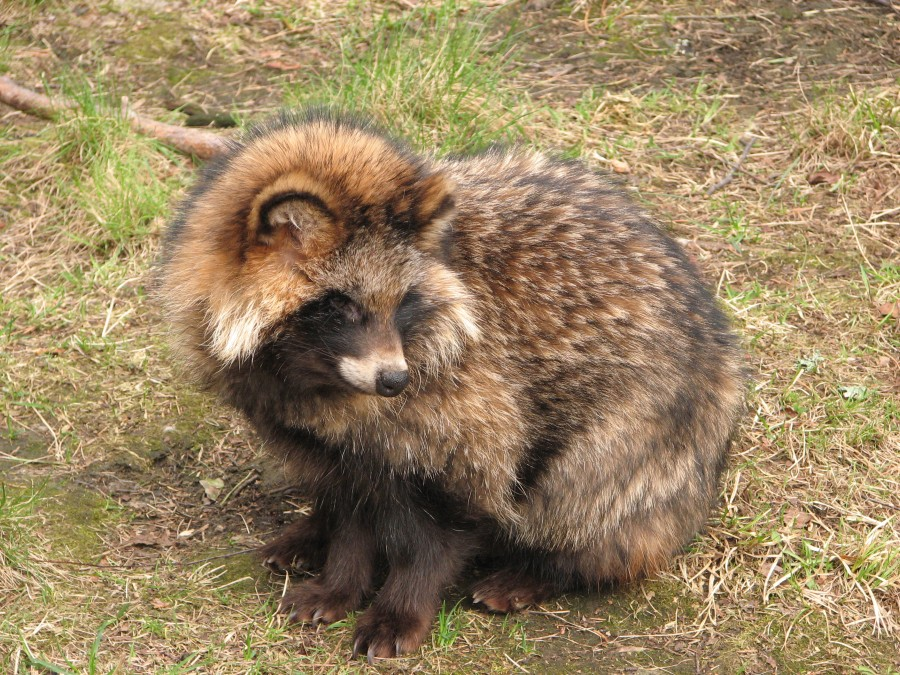
ホンドタヌキ

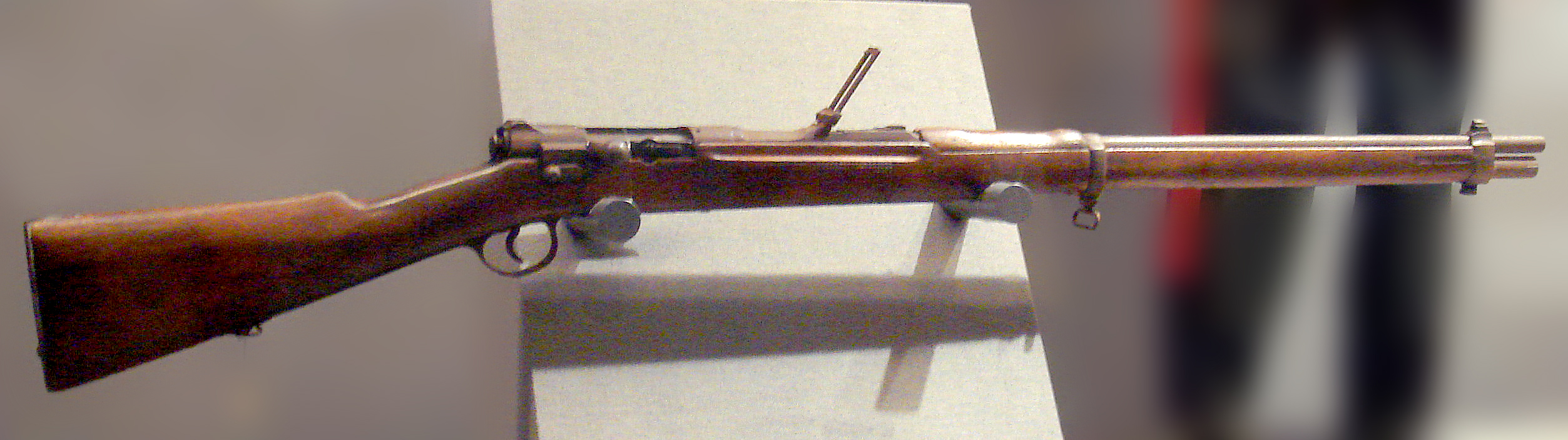
村田銃

被告人は1924年2月29日、猟犬を連れ村田銃を携えて狩りに向かい、その日のうちにムジナ2匹を、射撃をしつつ行き止まりの岩穴の中に追い込んで石塊をもって岩穴唯一の出入口である穴を塞いだが、被告人はさらに奥地に向かうために直ちにムジナを仕留めずに一旦その場を立ち去って帰宅した。その後3月3日に改めて石塊を除去して、捕らえられていたムジナを猟犬と村田銃を用い、飛び出したムジナは猟犬が嚙み殺して狩った。
警察はこの行為が3月1日以後にタヌキを捕獲することを禁じた狩猟法に違反するとして被告人を逮捕した。下級審では、「動物学においてタヌキとムジナは同一とされている」こと、「実際の捕獲日を3月1日以後である」と判断したことにより被告人を有罪とした。だが被告人は、自らの住む地域を始めとして昔からタヌキとムジナは別の生物であると考えられてきたこと（つまり狩猟法の規制の対象外であると考えていたこと）、2月29日の段階でムジナを逃げ出せないように確保しているのでこの日が捕獲日にあたると主張した。一審と二審は共に有罪の判決が出たが、被告人は上告して大審院まで争った。

## 判決
大審院判決では、タヌキとムジナの動物学的な同一性は認めながらも、その事実は広く（当時の）国民一般に定着した認識ではなく、逆に、タヌキとムジナを別種の生物とする認識は被告人だけに留まるものではないために「事実の錯誤」として故意責任阻却が妥当であること、またこれをタヌキだとしても、タヌキの占有のために実際の行動を開始した2月29日の段階において被告人による先占が成立しており、同日をもって捕獲日と認定（つまり狩猟法がタヌキの捕獲を認めている期限内の行為と）するのが適切であるとして被告人を無罪とした。そして被告人が3月3日に行ったのは、適法な捕獲完了後に獲物のタヌキを処分した行為であると位置づけた。

## むささび・もま事件

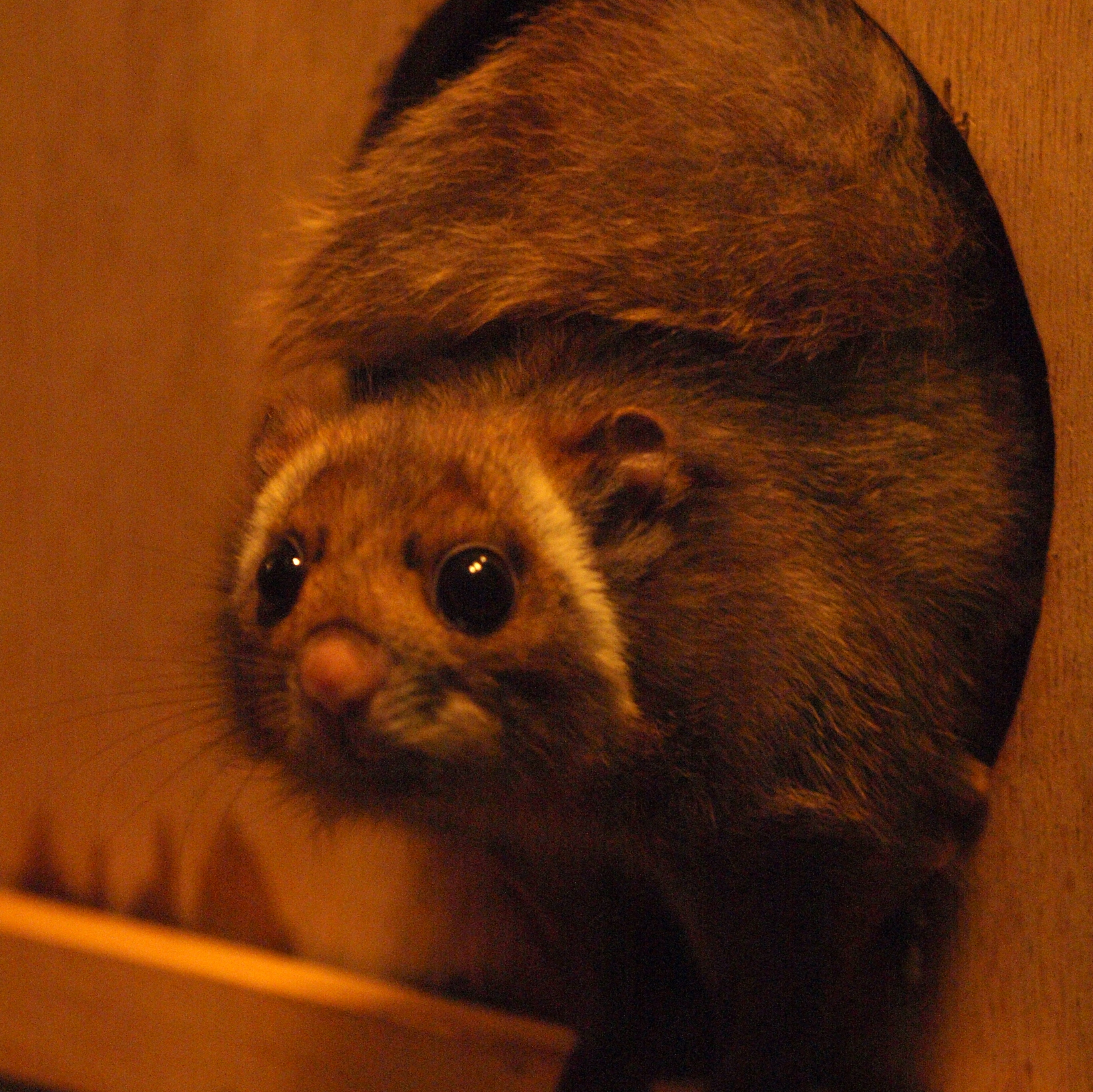
ムササビ

「むささび・もま事件」は、地方では「もま」と呼ばれている禁猟のむささびを捕獲した被告人が訴えられた事件。「たぬき・むじな事件」とは対照的に、1924年4月25日、大審院は被告人に有罪判決を下した（大正13年（れ）第407号）。この判決では、「もま」は「むささび」と同一のもので、「もま」を捕獲することは法律上「むささび」の捕獲として刑罰の対象となるところ、そのことを知らなかったのは「法律の不知」に当たるので、罪を犯す意思なしとは言えない、とした。
たぬき・むじな事件が、この先例である「むささび・もま」事件と逆の判断となった理由は、たぬきとむじなについては、「同じ穴のむじな」という慣用句にも現れているように、当時はたぬきとむじなが一般には別の動物だと考えられていた。そのため、「むじな」を捕まえる意思では、「たぬき」を捕まえる意思（故意）がないとされた。それに対して、「むささび」と「もま」の場合は、行為者の地方で「むささび」のことを「もま」と呼んでいただけ（「むささび＝もま」）、すなわち、被告人が「むささび」という名称で呼ばれる動物の外観を知らなかっただけであり、全国的に見れば「むささび」と「もま」が別の動物であるとの認識はなかった（言い換えれば、「もま」という語が全国的に知られていないだけである）。そのため、「もま」を捕まえる認識があれば、一般的に「むささび」を捕まえる意思（故意）を認めることができた。

### 「たぬき・むじな事件」と「むささび・もま事件」の相違点
「たぬき・むじな事件」と「むささび・もま事件」は刑法第38条における「事実の錯誤」と「法律の不知」が原因で起きた事件であり、
ムジナ
禁猟のタヌキ
もま
禁猟のムササビ
で、捕獲した動物が禁猟である動物と同一である事を認識していなかった点で共通しており、状況は大変酷似している。だが、以下の表にある様な相違点がある。
| 事件名             | 被告人の認識 | 呼称の使用 | 確定判決 |
| ------------------ | --- | --- | -------- |
| 「たぬき・むじな」 | タヌキが禁猟である事を認識していたが、「ムジナ＝タヌキ」という事実は認識していない。のみならず「ムジナ≠タヌキ」という確信的な認識を持っていた。                                                                       | 「ムジナ」という名前自体は広く認識されていたが、事件当時の国民には「ムジナ＝タヌキ」という認識が十分定着していなかった。 | 無罪     |
| 「むささび・もま」 | 「ムササビ」が禁猟である事を認識していたが、「もま＝ムササビ」という事実は認識していない。しかし単に当該動物を「ムササビ」と呼称することを知らなかっただけであって「もま≠ムササビ」という確信的な認識は持っていない。 | 「もま」という名前は、特定の地方だけでしか呼ばれていない、つまり方言である。                                             | 有罪     |

当時は方言追放が行われ、標準語の使用が推進されていた時代でもある。つまりムジナとタヌキの語の使い分けについては特定地方に偏っての問題ではなく、つまり方言による違いではないため、被告人の責とする事はできない。一方で「もま」という名称は被告人が住んでいた地方の方言であり、標準語である「ムササビ」のことだと分からなかった事、それ自体が問題であり、被告人の責であるという事である。
以上からすれば、では「もま」とは例えば「モモンガ」の方言ではないのか、つまり被告人は禁猟の「ムササビ」を禁猟とは関係のない「モモンガ」と間違えたのではないかという、法的論点ではなく、いわば事実錯誤との論点もあり得たと思われるが、この点が問題になることはなかったのか、判決の中からはうかがえない。方言分布の確認や方言の語彙が何を指しているか自体を解釈することは難しく、そもそも大正末から昭和初めのこの時期に、この裁判の関係者が、方言ではなく「モモンガ」が「ムササビ」とは別に存在する動物であることを分かっていたかどうかにも疑問がある。

## 関連資料
- 夏井高人「狸狢事件判決再考［大審院大正14.6.9］」『法律論叢』第85巻第2-3号、明治大学法律研究所、2012年12月、327-385頁、ISSN 0389-5947、NAID 120005347463。 （日本語）